# زوزیبینی تونزی
زوزیبینی تونزی (به انگلیسی: Zozibini Tunzi) (زاده ۱۸ سپتامبر ۱۹۹۳) مدل و ملکه زیبایی اهل آفریقای جنوبی است.
او به نمایندگی از آفریقای جنوبی در مسابقات دوشیزه جهان در سال ۲۰۱۹ شرکت کرد و برنده شد.